# Mordellistena maxima
Mordellistena maxima es una especie de coleóptero de la familia Mordellidae.

## Distribución geográfica
Habita en Borneo.